# 羅素·霍爾姆斯
羅素·霍爾姆斯（英語：Russell Holmes；1982年7月1日—）是一位美國排球運動員。他也代表美國國家男子排球隊參賽。代表美國參加了2012年倫敦奧運會。他還參加了2014年世界排球聯賽並奪得金牌。